# ریچارد براین
ریچارد براین (انگلیسی: Richard Braine؛ زادهٔ ۱۹۵۶) یک هنرپیشه اهل انگلستان است.
وی بازیگران فیلم‌هایی همچون  نکته باریک، پدر براون، در جستجوی ناکجاآباد